# Lenore Von Stein
Lenore Von Stein (* 11. Mai 1946) ist eine US-amerikanische Komponistin, Sängerin und Schauspielerin.
Von Stein begann ihre künstlerische Laufbahn als Schauspielerin in improvisierten Live-Aufführungen und Filmen. So brachte sie Samuel Becketts Monolog The Expelled auf die Bühne, und ihr eigenes Stück The Adventures of Mae Witt wurde 1987 in New York produziert. Ab 1983 absolvierte sie eine musikalische Ausbildung, die sie mit dem Bachelor- und Mastergrad in Komposition abschloss.
1992 erschien Love is Dead mit Gerry Hemingway, Fred Hopkins und David Lopato, 1997 die CD Blind Love = PoRno? mit Michael Jeffrey Stevens und Michael Rabinowitz sowie eine CD, die sie mit dem Electro-Acoustic Ensemble at Brooklyn College produzierte. Ihre Kammeroper The Faith of Whores wurde 1997 uraufgeführt. In ihren Kompositionen verwendet Von Stein Elemente des Bebop, des Free Jazz, der klassischen und der elektroakustischen Musik.
In Live-Aufführungen verbindet sie ihre Musik mit visueller Kunst und Tanz zu jeweils einmaligen Produktionen, die sie als living paintings bezeichnet. Mit der Gruppe 1687 Inc., deren künstlerische Leiterin sie ist, produziert sie seit 2009 monatlich living paintings als halbstündige Fernsehsendungen für das Manhattan Neighborhood Network.